# 前487年
| 千纪： | 前1千纪 |
| 世纪： | 前6世纪 \| 前5世纪 \| 前4世纪 |
| 年代： | 前510年代 \| 前500年代 \| 前490年代 \| 前480年代 \| 前470年代 \| 前460年代 \| 前450年代 |
| 年份： | 前492年 \| 前491年 \| 前490年 \| 前489年 \| 前488年 \| 前487年 \| 前486年 \| 前485年 \| 前484年 \| 前483年 \| 前482年                                                                                 |
| 纪年： | 周敬王三十三年 魯哀公八年 齊悼公二年 晉定公二十五年 秦悼公四年 楚惠王二年 宋景公三十年 卫出公六年 陳湣公十五年 蔡成侯四年 曹伯阳十四年 郑声公十四年 燕孝公六年 吴王夫差九年 越王勾践十年 杞僖公十九年 |

## 大事記
- 曹國被宋國所滅，曹伯陽及其大臣公孫彊被宋景公擒獲處死。
- 太子建之子白公勝被令尹子西召回楚國。
- 三月，吳王夫差為邾國攻打魯國，吳國人訂立了盟約然後回國。
- 五月，齊鮑牧攻魯之戰，鮑牧率齊軍伐魯國，取讙及闡兩地。魯國於是依附吳王夫差，對抗齊國。
- 齊悼公誅殺鮑牧，立其子鮑息為大夫，以存鮑叔牙之祀，田乞獨相齊國。

## 逝世
- 曹伯陽，曹國君主
- 公孫彊，曹國司城。二人皆被宋景公處死。
- 閔損，字子騫，孔門十哲之一。
- 鮑牧，中國春秋時期齊國的大夫。